# Order Metropolity Moskiewskiego Innocentego
Order Metropolity Moskiewskiego Innocentego (ros. Орден cвятитeля Иннoкeнтия, митpoпитa Mocкoвcкoгo и Koлoмeнcкoгo) – trójklasowe odznaczenie nadawane przez Cerkiew Prawosławną Federacji Rosyjskiej.
Metropolita Innocenty (Wieniaminow-Popow; ur. 1797, zm. 1879), pochodzenia chłopskiego z okolic Irkucka, zrobił wielką karierę w Cerkwi XIX wieku, od prostego mnicha do metropolity moskiewskiego. Nazywany jest Apostołem Syberii i Alaski, nawrócił na wiarę chrześcijańską wielkie rzesze Eskimosów, Aleutów (Unangan), Czukczów i Jakutów. Działał także jako językoznawca i napisał pierwszą gramatykę języka Aleutów i pierwszy słownik rosyjsko-aleucki.
Order został ustanowiony przez Święty Synod Rosyjskiej Cerkwi Prawosławnej w marcu 1999 roku, na dwóchsetlecie urodzin metropolity Innocentego i siedemdziesięciolecie urodzin ówczesnego Patriarchy moskiewskiego i całej Rusi Aleksego II. Pierwsza klasa orderu to podwójna gwiazda, ze srebrno-złotym rombem nałożonym na złoty czworobok. W medalionie środkowym gwiazdy znajduje się wyobrażenie otwartej Biblii, z której wyłania się krzyż prawosławny. Druga klasa to krzyż z rozszerzonymi prostymi ramionami, emaliowany na niebiesko, z malowaną ikonką świętego w medalionie środkowym i z brylancikami między ramionami. Trzecia klasa to taki sam krzyż jak II klasy, bez brylantów między ramionami i z medalionem I klasy w środku. Order jest najwyraźniej noszony na piersi za pomocą śruby z mutrą. Z orderem związany jest jednoklasowy złoty medal emaliowany na niebiesko ze złotym portretem świętego i z napisem "Зa миccионepcкиe тpyды" na awersie, noszony na błękitnej wstążeczce.